# Petr Šabach
Petr Šabach (Praga, 23 de agosto de 1951-Ib., 16 de septiembre de 2017) fue un escritor y novelista checo.

## Biografía
Petr Šabach comenzó la escuela secundaria para formarse como bibliotecario, pero después del primer año se cambió a una escuela secundaria regular.
En 1969 fue expulsado de la misma al no regresar de unas vacaciones a Gran Bretaña hasta octubre. Fue luego readmitido en la escuela para bibliotecarios y tras de realizar sus exámenes finales, realizó un curso por correspondencia de teoría de la cultura en la Universidad Carolina de Praga.
Trabajó como redactor técnico, vigilante nocturno y gestor. Posteriormente (1987) fue empleado en la Galería de la Ciudad de Praga.
Desde 2000 trabajó como escritor independiente.

## Obra
El humor es un rasgo característico de la obra de Šabach y con frecuencia proviene de la confrontación entre uno o varios muchachos con la generación autoritaria de sus padres —como en Opilé banány (2001)—, o del diferente punto de vista que tienen hombres y mujeres —como en Hovno hoří (1994) y Putování mořského koně (1998)—.
De diferente temática es su novela Zvláštní problém Františka S. (1996), relato de índole moralizante que narra la historia de un Mesías contemporáneo en el personaje de un paciente de una moderna institución mental. Por otra parte, su obra Babický (1998) propone una grotesca interpretación de la vida de un grupo de personajes desde su nacimiento hasta el final del régimen comunista;  en muchos aspectos, recuerda a la novela Báječná psa pod Leta de Michal Viewegh aunque sin el agudo tono satírico de este último autor.
La novela corta Ramon (2004) refiere el encuentro de dos extraños personajes, el indígena americano Ramon y el escritor Martin Luter, en el pueblo ficticio de Kozloděj; esta obra no indaga en el pasado comunista de Checoslovaquia, sino que constituye una irónica descripción de los tiempos actuales a través de los ojos de un adolescente.
No obstante, en su posterior obra Občansk ý el průkaz (2006), llevada al cine en una cinta del mismo nombre en 2010, Šabach recuerda el barrio praguense de Dejvice al final de la década de 1960.
Máslem dolů (2012) también es una novela corta donde se relatan las vicisitudes de dos héroes maduros: Arnošt —quien regenta una librería de segunda mano donde apenas acuden clientes— y Evžen —quien ama tanto a Estados Unidos que lleva un arma bajo su chaqueta.
La considerable popularidad de los libros de Šabach ha supuesto frecuentes reediciones de sus obras, en particular de Hovno hoří (reeditado doce veces hasta 2006).
Asimismo, los cuentos de Petr Šabach han sido utilizados por el guionista Petr Jarchovský y el director de cine Jan Hřebejk como base de las películas Sakalí musical léta (1993) y Pelíšky (1999).

## Estilo
La obra de Petr Šabach continúa la tradición literaria humorística checa del siglo XX, en la línea de autores como Karel Polaček o Josef Škvorecký.
Utilizando el género novelístico y preferentemente la narración en primera persona, su forma literaria básica consiste en una sucesión de varios episodios relativamente independientes que recuerdan elaboradas anécdotas.
El autor suele retratar el pasado a través de los ojos de un niño, en donde se deja sentir la nostalgia del propio Šabach por su juventud en los suburbios de Praga.
Se ha considerado a Šabach como el más destacado sucesor de Jaroslav Hašek y Bohumil Hrabal. El estilo de Šabach recuerda al de Hašek en la manera de encadenar diversas anécdotas (tragi)cómicas, y al de Hrabal en cuanto al uso del lenguaje coloquial, repleto de referencias literarias y —en el caso concreto de Šabach— referencias a la música rock.

## Obras
- Jak potopit Austrálii (1986)
- Hovno hoří (1994)
- Zvláštní problém Františka S. (1996)
- Putování mořského koně (1998)
- Babičky (1998)
- Opilé banány (2001)
- Čtyři muži na vodě (2003)
- Ramon (2004)
- Občanský průkaz (2006)
- Tři vánoční povídky (2007)
- Škoda lásky (kniha)|Škoda lásky (2009)
- S jedním uchem naveselo (2011)
- Máslem dolů (2012)
- Rothschildova flaška (2015)